# Libanons guvernement
Libanons guvernement är första nivåns administrativa indelning i Libanon. Landet är indelat i åtta guvernement (arabiska: محافظة, muhafazah) vilka är indelade i tjugofem distrikt. Distrikten är i sin tur indelade i kommuner.

## Lista över Libanons guvernement

Libanons guvernement.

| Nr | Indelning                    | Huvudstad | Yta (km²) |
| -- | ---------------------------- | --------- | --------- |
| 1  | Beirut                       | Beirut    | 18        |
| 2  | Libanonberget                | Baabda    | 1 968     |
| 3  | Mohafazat Liban-Nord         | Tripoli   | 1 205     |
| 4  | Mohafazat Béqaa              | Zahleh    | 1 271     |
| 5  | Nabatiye                     | Nabatiye  | 1 058     |
| 6  | Mohafazat Liban-Sud          | Sidon     | 943       |
| 7  | Mohafazat Aakkâr [a]         |           | 776       |
| 8  | Mohafazat Baalbek-Hermel [a] |           | 1 162     |